# Santa Mónica, Jalisco
Santa Mónica är en ort i Mexiko. Den ligger i kommunen Ayutla och delstaten Jalisco, i den södra delen av landet, 600 km väster om huvudstaden Mexico City. Santa Mónica ligger 1 938 meter över havet och antalet invånare är 104.
Terrängen runt Santa Mónica är kuperad åt nordost, men åt sydväst är den bergig. Runt Santa Mónica är det ganska tätbefolkat, med 75 invånare per kvadratkilometer. I omgivningarna runt Santa Mónica växer huvudsakligen savannskog.